# پاراستاسیا
پاراستاسیا (نام علمی: Parastasia) نام یک سَرده از تیرهٔ سرگین‌چرخانان (سرگین‌غلتانان) است.